# Sisyrnodytes diplocus
Sisyrnodytes diplocus är en tvåvingeart som beskrevs av H. Oldroyd 1974. Sisyrnodytes diplocus ingår i släktet Sisyrnodytes och familjen rovflugor. Inga underarter finns listade i Catalogue of Life.